# Infinite Death
Infinite Death — первый мини-альбом австралийской дэткор-группы Thy Art Is Murder, выпущенный 2 августа 2008 года лейблом Skull N Bones. Это последний альбом, записанный с вокалистом Брэнданом ван Рином. Композиция «Parasitic Autopsy» была перезаписана с предыдущего демоальбома под названием This Hole Isn’t Deep Enough for the Twelve of You.

## Список композиций
| №  | Название              | Длительность |
| -- | --------------------- | ------------ |
| 1. | «I'll Show You God»   | 3:35         |
| 2. | «Whore to a Chainsaw» | 3:20         |
| 3. | «Parasitic Autopsy»   | 3:50         |
| 4. | «Breeding Bacteria»   | 3:17         |
| 5. | «Infinite Death»      | 3:52         |

## Участники записи
- Брэндан ван Рин — вокал
- Гэри Марковски — гитара
- Шон Деландер — гитара
- Джош Кинг — бас-гитара
- Ли Стэнтон — ударные

## Ссылка
- Thy Art Is Murder - Infinite Death - Encyclopedia Metallum: The Metal Archives. Encyclopaedia Metallum. Дата обращения: 27 марта 2014.